# Remixes 81 - 04
Remixes 81-04 este o compilație de remixuri rare a trupei Depeche Mode.

## Ediții și conținut

### Ediția pe un CD
Numele oficial al acestei ediții este "Remixes 81.04", cu un singur punct între cifrele anilor. Această ediție limitata este cea mai redusă cantitativ, destinată ascultatorilor ocazionali.
Ediție comercială în Marea Britanie
- cat.# LCD MUTE L8 (album pe CD, lansat de Mute în ediție limitată)

Ediție comerciala în SUA
- cat.# 48781-2 (album pe CD, lansat de Reprise)

Ediție promoțională în SUA
- cat.# 2A-48781-A (album promoțional pe CD, lansat de Reprise, în avans)

1. "Never Let Me Down Again" (Split Mix) – 9:31 (Depeche Mode & Dave Bascombe, 1987)
2. "Personal Jesus" (Pump Mix) – 7:47 (François Kevorkian, 1989)
3. "Barrel of a Gun" (Underworld Hard Mix) – 9:36 (Underworld, 1997)
4. "Route 66" (Beatmasters Mix) – 6:18 (Beatmasters, 1987)
5. "Useless" (The Kruder + Dorfmeister Session™) – 9:06 (The Kruder & Dorfmeister, 1997)
6. "In Your Room" (The Jeep Rock Mix) – 6:19 (Johnny Dollar with Portishead, 1994)
7. "Home" (Air "Around the Golf" Remix) – 3:55 (Air, 1997)
8. "Strangelove" (Blind Mix) – 6:32 (Daniel Miller & Rico Conning, 1987)
9. "I Feel You" (Renegade Soundwave Afghan Surgery Mix) – 4:57 (Renegade Soundwave, 1993)
10. "Just Can't Get Enough" (Schizo Mix) – 6:45 (Depeche Mode & Daniel Miller, 1981)
11. "Halo" (Goldfrapp Remix) – 4:22 (Goldfrapp, 2004)
12. "Enjoy the Silence" (Reinterpreted) – 3:32 (Mike Shinoda, 2004)

### Ediția pe dublu CD (2xCD)
Numele oficial al acestei ediții este "Remixes 81..04", cu două puncte între cifrele anilor. După numărul de catalog, aceasta este ediția de bază, astfel încât cea limitată pe un CD este una fără anumite remixuri, pentru ascultători ocazionali, în timp ce editia pe trei CD-uri este cea cu remixuri în plus, pentru fani și ascultători interesați.
Ediție comercială în Marea Britanie
- cat.# CD MUTE L8 (album pe doua CD-uri, lansat de Mute)

Ediție comercială în SUA
- cat.# 48989-2 (album pe doua CD-uri, lansat de Reprise)

disc 1:
1. "Never Let Me Down Again" (Split Mix) – 9:31 (Depeche Mode & Dave Bascombe, 1987)
2. "Policy of Truth" (Capitol Mix) – 8:00 (François Kevorkian, 1990)
3. "Shout" (Rio Remix) – 7:29 (Depeche Mode & Daniel Miller, 1981)
4. "Home" (Air "Around the Golf" Remix) – 3:55 (Air, 1997)
5. "Strangelove" (Blind Mix) – 6:32 (Daniel Miller & Rico Conning, 1987)
6. "Rush" (Spiritual Guidance Mix) – 5:27 (Jack Dangers, 1993)
7. "I Feel You" (Renegade Soundwave Afghan Surgery Mix) – 4:57 (Renegade Soundwave, 1993)
8. "Barrel of a Gun" (Underworld Hard Mix) – 9:36 (Underworld, 1997)
9. "Route 66" (Beatmasters Mix) – 6:18 (Beatmasters, 1987)
10. "Freelove" (DJ Muggs Remix) – 4:24 (DJ Muggs, 2001)
11. "I Feel Loved" (Chamber's Remix) – 6:17 (Chamber, 2001)
12. "Just Can't Get Enough" (Schizo Mix) – 6:45 (Depeche Mode & Daniel Miller, 1981)

disc 2:
1. "Personal Jesus" (Pump Mix) – 7:47 (François Kevorkian, 1989)
2. "World in My Eyes" (Mode to Joy) – 6:28 (Jon Marsh, 1990)
3. "Get the Balance Right!" (Combination Mix) – 7:56 (Depeche Mode, 1983)
4. "Everything Counts" (Absolut Mix) – 6:02 (Alan Moulder, 1989)
5. "Breathing in Fumes" – 6:05 (Depeche Mode, Daniel Miller & Gareth Jones, 1986)
6. "Painkiller" (Kill the Pain - DJ Shadow vs. Depeche Mode) – 6:29 (DJ Shadow, 1998)
7. "Useless" (The Kruder + Dorfmeister Session™) – 9:06 (Kruder & Dorfmeister, 1997)
8. "In Your Room" (The Jeep Rock Mix) – 6:19 (Johnny Dollar with Portishead, 1994)
9. "Dream On" (Dave Clarke Acoustic Version) – 4:23 (Dave Clarke, 2001)
10. "It's No Good" (Speedy J Mix) – 5:02 (Speedy J, 1997)
11. "Master and Servant" (An ON-USound Science Fiction Dance Hall Classic) – 4:35 (Adrian Sherwood, 1984)
12. "Enjoy The Silence" (Timo Maas Extended Remix) – 8:41 (Timo Maas, 2004)

### Ediția pe triplu CD (3xCD)
Numele oficial al acestei ediții este "Remixes 81...04", cu trei puncte între cifrele anilor. Această ediție extra-limitată este cea mai extinsă cantitativ, destinată ascultătorilor interesați și fanilor. Din acest motiv, aceasta este ediția completă, ce conține toate remixurile.
Ediție comercială în Marea Britanie
- cat.# XLCD MUTE L8 (album pe trei CD-uri, lansat de Mute în ediție extra-limitată)

Ediție comercială în SUA
- cat.# 48790-2 (album pe trei CD-uri, lansat de Reprise)

Ediție comercială în Japonia
- cat.# VJCP 68706-08 (album pe trei CD-uri, lansat de Toshiba - EMI)

disc 1:  	 
1. "Never Let Me Down Again" (Split Mix) – 9:31 (Depeche Mode & Dave Bascombe, 1987)
2. "Policy of Truth" (Capitol Mix) – 8:00 (François Kevorkian, 1990)
3. "Shout" (Rio Remix) – 7:29 (Depeche Mode & Daniel Miller, 1981)
4. "Home" (Air "Around the Golf" Remix) – 3:55 (Air, 1997)
5. "Strangelove" (Blind Mix) – 6:32 (Daniel Miller & Rico Conning, 1987)
6. "Rush" (Spiritual Guidance Mix) – 5:27 (Jack Dangers, 1993)
7. "I Feel You" (Renegade Soundwave Afghan Surgery Mix) – 4:57 (Renegade Soundwave, 1993)
8. "Barrel of a Gun" (Underworld Hard Mix) – 9:36 (Underworld, 1997)
9. "Route 66" (Beatmasters Mix) – 6:18 (Beatmasters, 1987)
10. "Freelove" (DJ Muggs Remix) – 4:24 (DJ Muggs, 2001)
11. "I Feel Loved" (Chamber's Remix) – 6:17 (Chamber, 2001)
12. "Just Can't Get Enough" (Schizo Mix) – 6:45 (Depeche Mode & Daniel Miller, 1981)

disc 2: 	 
1. "Personal Jesus" (Pump Mix) – 7:47 (François Kevorkian, 1989)
2. "World in My Eyes" (Mode to Joy) – 6:28 (Jon Marsh, 1990)
3. "Get the Balance Right!" (Combination Mix) – 7:56 (Depeche Mode, 1983)
4. "Everything Counts" (Absolut Mix) – 6:02 (Alan Moulder, 1989)
5. "Breathing in Fumes" – 6:05 (Depeche Mode, Daniel Miller & Gareth Jones, 1986)
6. "Painkiller" (Kill the Pain - DJ Shadow vs. Depeche Mode) – 6:29 (DJ Shadow, 1998)
7. "Useless" (The Kruder + Dorfmeister Session™) – 9:06 (Kruder & Dorfmeister, 1997)
8. "In Your Room" (The Jeep Rock Mix) – 6:19 (Johnny Dollar with Portishead, 1994)
9. "Dream On" (Dave Clarke Acoustic Version) – 4:23 (Dave Clarke, 2001)
10. "It's No Good" (Speedy J Mix) – 5:02 (Speedy J, 1997)
11. "Master and Servant" (An ON-USound Science Fiction Dance Hall Classic) – 4:35 (Adrian Sherwood, 1984)
12. "Enjoy The Silence" (Timo Maas Extended Remix) – 8:41 (Timo Maas, 2004)

disc 3: 	 
1. "A Question of Lust" (Flood Remix) – 5:08 (Flood, 1986)
2. "Walking in My Shoes" (Random Carpet Mix (Full Length)) – 8:37 (William Orbit, 1993)
3. "Are People People?" – 4:28 (Adrian Sherwood, 1984)
4. "World in My Eyes" (Daniel Miller Mix) – 4:37 (Daniel Miller, 1990)
5. "I Feel Loved" (Danny Tenaglia's Labor Of Love Dub (Edit)) – 11:21 (Danny Tenaglia, 2001)
6. "It's No Good" (Club 69 Future Mix) – 8:50 (Club 69, 1997)
7. "Photographic" (Rex the Dog Dubb Mix) – 6:20 (Rex the Dog, 2004)
8. "Little 15" (Ulrich Schnauss Remix) – 4:52 (Ulrich Schnauss, 2004)
9. "Nothing" (Headcleanr Rock Mix) – 3:30 (Headcleanr, 2004)
10. "Lie To Me" ('The Pleasure Of Her Private Shame' Remix) – 6:33 (LFO, 2004)
11. "Clean" (Colder Version) – 7:09 (Colder, 2004)
12. "Halo" (Goldfrapp Remix) – 4:22 (Goldfrapp, 2004)
13. "Enjoy the Silence" (Reinterpreted) – 3:32 (Mike Shinoda, 2004)

Ediție promoțională în Marea Britanie
- cat.# ACD MUTE L8 (album promoțional pe trei CD-uri, lansat de Mute în avans)

Conținutul este practic identic cu ediția comercială 3xCD, cu două excepții pe CD-ul al treilea: "Lie to me" ('The Pleasure Of Her Private Shame' Remix) lipsește, iar "I Feel Loved" (Danny Tenaglia's Labor Of Love Dub) este în variantă întreagă.
disc 1:  	 
1. "Never Let Me Down Again" (Split Mix) – 9:31 (Depeche Mode & Dave Bascombe, 1987)
2. "Policy of Truth" (Capitol Mix) – 8:00 (François Kevorkian, 1990)
3. "Shout" (Rio Remix) – 7:29 (Depeche Mode & Daniel Miller, 1981)
4. "Home" (Air "Around the Golf" Remix) – 3:55 (Air, 1997)
5. "Strangelove" (Blind Mix) – 6:32 (Daniel Miller & Rico Conning, 1987)
6. "Rush" (Spiritual Guidance Mix) – 5:27 (Jack Dangers, 1993)
7. "I Feel You" (Renegade Soundwave Afghan Surgery Mix) – 4:57 (Renegade Soundwave, 1993)
8. "Barrel of a Gun" (Underworld Hard Mix) – 9:36 (Underworld, 1997)
9. "Route 66" (Beatmasters Mix) – 6:18 (Beatmasters, 1987)
10. "Freelove" (DJ Muggs Remix) – 4:24 (DJ Muggs, 2001)
11. "I Feel Loved" (Chamber's Remix) – 6:17 (Chamber, 2001)
12. "Just Can't Get Enough" (Schizo Mix) – 6:45 (Depeche Mode & Daniel Miller, 1981)

disc 2: 	 
1. "Personal Jesus" (Pump Mix) – 7:47 (François Kevorkian, 1989)
2. "World in My Eyes" (Mode to Joy) – 6:28 (Jon Marsh, 1990)
3. "Get the Balance Right!" (Combination Mix) – 7:56 (Depeche Mode, 1983)
4. "Everything Counts" (Absolut Mix) – 6:02 (Alan Moulder, 1989)
5. "Breathing in Fumes" – 6:05 (Depeche Mode, Daniel Miller & Gareth Jones, 1986)
6. "Painkiller" (Kill the Pain - DJ Shadow vs. Depeche Mode) – 6:29 (DJ Shadow, 1998)
7. "Useless" (The Kruder + Dorfmeister Session™) – 9:06 (Kruder & Dorfmeister, 1997)
8. "In Your Room" (The Jeep Rock Mix) – 6:19 (Johnny Dollar with Portishead, 1994)
9. "Dream On" (Dave Clarke Acoustic Version) – 4:23 (Dave Clarke, 2001)
10. "It's No Good" (Speedy J Mix) – 5:02 (Speedy J, 1997)
11. "Master and Servant" (An ON-USound Science Fiction Dance Hall Classic) – 4:35 (Adrian Sherwood, 1984)
12. "Enjoy The Silence" (Timo Maas Extended Remix) – 8:41 (Timo Maas, 2004)

disc 3: 	 
1. "A Question of Lust" (Flood Remix) – 5:08 (Flood, 1986)
2. "Walking in My Shoes" (Random Carpet Mix (Full Length)) – 8:37 (William Orbit, 1993)
3. "Are People People?" – 4:28 (Adrian Sherwood, 1984)
4. "World in My Eyes" (Daniel Miller Mix) – 4:37 (Daniel Miller, 1990)
5. "I Feel Loved" (Danny Tenaglia's Labor Of Love Dub (Full length)) – 12:10 (Danny Tenaglia, 2001)
6. "It's No Good" (Club 69 Future Mix) – 8:50 (Club 69, 1997)
7. "Photographic" (Rex the Dog Dubb Mix) – 6:20 (Rex the Dog, 2004)
8. "Little 15" (Ulrich Schnauss Remix) – 4:52 (Ulrich Schnauss, 2004)
9. "Nothing" (Headcleanr Rock Mix) – 3:30 (Headcleanr, 2004)
10. "Clean" (Colder Version) – 7:09 (Colder, 2004)
11. "Halo" (Goldfrapp Remix) – 4:22 (Goldfrapp, 2004)
12. "Enjoy the Silence" (Reinterpreted) – 3:32 (Mike Shinoda, 2004)

### Ediția pe sextuplu vinil (6x12")
Mute Records a lansat o ediție deluxe pe vinil, limitată la 12.000 bucăți. Din cauza dimensiunilor mari ale ambalajului - în care se află șase discuri - această ediție se încadrează în categoria boxurilor. Numele oficial al ediției este "Remixes 81....04", cu patru puncte între cifrele anilor. Având ca și ediția pe trei CD-uri toate piesele, aceasta este una completă la conținut, dar cu unele piese puse în alte locuri, pentru a putea intra fără probleme pe discuri.
Ediție comercială în Marea Britanie
- cat.# MUTE L8 (album pe șase viniluri, lansat de Mute în ediție limitată), lansat la 13 decembrie 2004

disc 1:
1. "Never Let Me Down Again" (Split Mix) – 9:31 (Depeche Mode & Dave Bascombe, 1987)
2. "Policy of Truth" (Capitol Mix) – 8:00 (François Kevorkian, 1990)
3. "Freelove" (DJ Muggs Remix) – 4:24 (DJ Muggs, 2001)
4. "Shout" (Rio Remix) – 7:29 (Depeche Mode & Daniel Miller, 1981)
5. "Home" (Air "Around the Golf" Remix) – 3:55 (Air, 1997)
6. "Strangelove" (Blind Mix) – 6:32 (Daniel Miller & Rico Conning, 1987)

disc 2:
1. "Rush" (Spiritual Guidance Mix) – 5:27 (Jack Dangers, 1993)
2. "I Feel You" (Renegade Soundwave Afghan Surgery Mix) – 4:57 (Renegade Soundwave, 1993)
3. "Barrel of a Gun" (Underworld Hard Mix) – 9:36 (Underworld, 1997)
4. "Route 66" (Beatmasters Mix) – 6:18 (Beatmasters, 1987)
5. "I Feel Loved" (Chamber's Remix) – 6:17 (Chamber, 2001)
6. "Just Can't Get Enough" (Schizo Mix) – 6:45 (Depeche Mode & Daniel Miller, 1981)

disc 3:
1. "Personal Jesus" (Pump Mix) – 7:47 (François Kevorkian, 1989)
2. "World in My Eyes" (Mode to Joy) – 6:28 (Jon Marsh, 1990)
3. "Painkiller" (Kill the Pain - DJ Shadow vs. Depeche Mode) – 6:29 (DJ Shadow, 1998)
4. "Get the Balance Right!" (Combination Mix) – 7:56 (Depeche Mode, 1983)
5. "Everything Counts" (Absolut Mix) – 6:02 (Alan Moulder, 1989)
6. "Breathing in Fumes" – 6:05 (Depeche Mode, Daniel Miller & Gareth Jones, 1986)

disc 4:
1. "Useless" (The Kruder + Dorfmeister Session™) – 9:06 (Kruder & Dorfmeister, 1997)
2. "In Your Room" (The Jeep Rock Mix) – 6:19 (Johnny Dollar with Portishead, 1994)
3. "Dream On" (Dave Clarke Acoustic Version) – 4:23 (Dave Clarke, 2001)
4. "It's No Good" (Speedy J Mix) – 5:02 (Speedy J, 1997)
5. "Master and Servant" (An ON-USound Science Fiction Dance Hall Classic) – 4:35 (Adrian Sherwood, 1984)
6. "Enjoy The Silence" (Timo Maas Extended Remix) – 8:41 (Timo Maas, 2004)

disc 5:
1. "A Question of Lust" (Flood Remix) – 5:08 (Flood, 1986)
2. "Walking in My Shoes" (Random Carpet Mix (Full Length)) – 8:37 (William Orbit, 1993)
3. "Are People People?" – 4:28 (Adrian Sherwood, 1984)
4. "World in My Eyes" (Daniel Miller Mix) – 4:37 (Daniel Miller, 1990)
5. "I Feel Loved" (Danny Tenaglia's Labor Of Love Dub (Edit)) – 11:21 (Danny Tenaglia, 2001)
6. "It's No Good" (Club 69 Future Mix) – 8:50 (Club 69, 1997)

disc 6:
1. "Photographic" (Rex the Dog Dubb Mix) – 6:20 (Rex the Dog, 2004)
2. "Little 15" (Ulrich Schnauss Remix) – 4:52 (Ulrich Schnauss, 2004)
3. "Nothing" (Headcleanr Rock Mix) – 3:30 (Headcleanr, 2004)
4. "Lie To Me" ('The Pleasure Of Her Private Shame' Remix) – 6:33 (LFO, 2004)
5. "Clean" (Colder Version) – 7:09 (Colder, 2004)
6. "Halo" (Goldfrapp Remix) – 4:22 (Goldfrapp, 2004)
7. "Enjoy the Silence" (Reinterpreted) – 3:32 (Mike Shinoda, 2004)

### Ediția digital download: al patrulea disc (mp3)
Pentru o scurta perioadă de timp (cam un an, între 2004-2005), Mute Records a vândut printr-un site secret aceste piese. Adresa site-ului era notată în interiorul ediției extra-limitate de trei CD-uri. Site-ul putea fi accesat numai dacă se introducea în unitatea calculatorului conectat la internet un CD din ediția triplu CD. După această perioadă, doar o singură piesă a rămas disponibilă la vânzare ("Nothing" - Justin Strauss Mix), precum și artworkul pentru prima coperta, coperta-spate a albumului, pentru CD și pentru fiecare piesă în parte. Pentru cei care ar fi dorit să-și tipărească CD-ul și să-l transforme într-unul real, cele 13 artwork-uri ale pieselor pot alcătui bookletul.
Acesta este al patrulea disc al albumului, ce vine în completarea ediției extra-limitate 3xCD. Numele său oficial este "Remixes 81...04 (Rare Tracks)", cu trei puncte între cifrele anilor și mențiunea "Rare Tracks". Întradevăr, aceste piese sunt foarte rare, indisponibile pe ediții comerciale sau până acum prezente doar pe viniluri; o serie sunt nelansate deloc.
- cat.# Z MUTE L8 (album în format mp3, lansat de Mute)

1. "Behind the Wheel" / "Route 66" (Megamix) – 7:51 (Ivan Ivan, 1987)
2. "Dream On" (Morel's Pink Noise Club Mix) – 7:45 (Richard Morel, 2001)
3. "Master and Servant" (U.S. Black and Blue Version) – 8:04 (Joseph Watt, 1984)
4. "Nothing" (Justin Strauss Mix) – 7:05 (Justin Strauss, 1989)
5. "People Are People" (Special Edition ON-USound Remix) – 7:33 (Adrian Sherwood, 1984)
6. "Little 15" (Bogus Brothers Mix) – 6:11 (Bogus Brothers, 2004)
7. "Freelove" (Josh Wink Dub) – 8:51 (Josh Wink, 2004)
8. "Personal Jesus" (Kazan Cathedral Mix) – 4:18 (François Kevorkian, 1989)
9. "But Not Tonight" (Extended Remix) – 5:15 (Robert Margouleff, 1986)
10. "But Not Tonight" (Margouleff Dance Mix) – 6:08 (Robert Margouleff, 2004)
11. "Freelove" (Powder Productions Remix) – 7:58 (Powder Productions, 2001)
12. "Slowblow" (Mad Professor Mix) – 5:25 (Mad Professor, 1997)
13. "Rush" (Black Sun Mix) – 6:02 (Coil, 1994)

### Ediția promoțională de mix continuu
Ediție promoțională în SUA
- cat.# PRO-CD-101442 (album promoțional, lansat de Reprise)

Numele oficial al acestui material promoțional este "Remixes 81-04 (A Continuous Mix by Mount Sims)", cu o cratimă între cifrele anilor. După cum se menționează între paranteze, este vorba despre un mix continuu al pieselor din cuprins. Deoarece nici la cuprinsul de pe coperta-spate și nici pe CD nu sunt trecute care versiuni ale pieselor au fost utilizate, fără a asculta CD-ul se poate doar ghici care sunt piesele utilizate de DJ, elementul de ajutor fiind mențiunea că versiunile neamestecate se regăsesc pe albumul "Remixes 81-04". Versiunile menționate mai jos au fost alese deoarece sunt singurele variante ale piesei de pe albumul oficial.
1. "Enjoy the Silence"
2. "Policy of Truth" (Capitol Mix)
3. "World In My Eyes"
4. "Strangelove" (Blind Mix)
5. "Personal Jesus" (Pump Mix)
6. "Just Can't Get Enough" (Schizo Mix)
7. "Get The Balance Right!" (Combination Mix)
8. "Never Let Me Down Again" (Split Mix)

- Toate piesele au fost compuse de Martin L. Gore, cu excepția: "Shout", "Just Can't Get Enough" și "Photographic" care au fost compuse de Vince Clarke.
- Dave Gahan este solist vocal pe toate piesele, cu cinci excepții: "Home", "Route 66" și "A Question of Lust" (pentru care solist vocal este Martin L. Gore) și "Painkiller" și "Slowblow" care sunt instrumentale.

## Single

### În Marea Britanie
1. "Enjoy the Silence 04" (18 octombrie 2004)

### În SUA
1. "Enjoy the Silence 04" (23 noiembrie 2004)